# Дети Савонаролы
«Дина́стия Посвящённых: Де́ти Савонаро́лы» — четвёртый альбом проекта Margenta Маргариты Пушкиной и второй альбом проекта «Династия Посвященных». Альбом представляет собой музыку, написанную Сергеем Скрипниковым на стихи Пушкиной. В записи альбома принимали участие такие известные рок-вокалисты России, как Дмитрий Борисенков, Михаил Серышев, Артём Стыров, Андрей Лефлер, а также знаменитый гитарист Сергей Маврин.
Стиль альбома охарактеризован Маргаритой Пушкиной как «sympho twilight metal».

## Список композиций
Все тексты написаны Маргаритой Пушкиной, вся музыка написана Сергеем Скрипниковым.
| №   | Название                           | Текст песни | Музыка        | Вокал               | Длительность |
| --- | ---------------------------------- | ----------- | ------------- | ------------------- | ------------ |
| 1.  | «Молитва к Леонардо»               |             |               | Пушкина (речитатив) | 2:16         |
| 2.  | «Варфоломеевская ночь»             |             |               | Борисенков          | 7:02         |
| 3.  | «Отчаяние»                         |             |               | Борисенков          | 5:36         |
| 4.  | «Вампир Анны»                      |             |               | Стыров              | 5:17         |
| 5.  | «Опрокинутость» (В небе)           |             |               | Житняков            | 5:22         |
| 6.  | «Убийца времени»                   |             |               | Борисенков          | 5:10         |
| 7.  | «Мраморный ангел» (Иное прочтение) |             |               | Симанская           | 4:06         |
| 8.  | «Вьюнок-саламандра»                |             |               | Ярушина, Панасюк    | 5:03         |
| 9.  | «Пепел» (Часть 1)                  |             |               | Лефлер, Ярушина     | 5:10         |
| 10. | «Пепел» (Часть 2)                  |             | С. Скрипников | Сергеев             | 3:16         |
| 11. | «Дети Савонаролы»                  | М. Пушкина  | С. Скрипников | Борисенков          | 5:51         |
| 12. | «Серебряный полк»                  | М. Пушкина  | С. Скрипников | Серышев             | 4:21         |

| №   | Название                           | Текст песни | Музыка        | Вокал          | Длительность |
| --- | ---------------------------------- | ----------- | ------------- | -------------- | ------------ |
| 13. | «Настроение»                       | М. Пушкина  | С. Скрипников | Кипелов        | 3:48         |
| 14. | «Серебряный полк» (Иное прочтение) | М. Пушкина  | С. Скрипников | Кулов, Кочубей | 4:08         |

## Участники записи
- Маргарита Пушкина — стихи и идея
- Дмитрий Борисенков, Алена Ярушина, Михаил Серышев, Андрей Лефлер, Артём Стыров, Сергей Сергеев, Анастасия Симанская, Михаил Житняков, Мария Панасюк, Жанна Кипелова, Оксана Кочубей, Надир Кулов — вокал
- Детская студия «Серпантин» и «Импульс» (педагог по вокалу — Жанна Кипелова) — хор (11)
- Юлия (Муза) Максимова — бридж (2)
- Андрей Смирнов — гитара (3, 6, 7, 11, 12, 14), акустическая гитара (8, 13)
- Олег Изотов — гитара (2, 4, 5, 7, 9, 10)
- Сергей Маврин — соло-гитара (5)
- Игорь Кожин — гитара (13)
- Николай Коршунов — бас-гитара (2)
- Сергей Скрипников — бас-гитара (кроме 1, 2), клавишные (3, 8, 12-14)
- Александр Карпухин — ударные (2-5, 13)
- Максим Олейник —ударные (6-8, 11, 12, 14)
- Александр «Гипс» — ударные (9, 10)
- Александр Кипелов — виолончель
- Юрий Плеханов — клавишные (2, 5, 9, 10)
- Александр Дронов — клавишные (4, 6, 11)